# أحمد بن عيسى الرداعي
أحمد بن عيسى الرداعي مُؤرخ وجغرافي يمني من أهل رداع. عاش في القرن الثالث الهجري التاسع الميلادي.

## سيرته
الرداعي نسبة إلى مدينة رداع، من محافظة البيضاء. هو شاعر ومؤرخ وفلكي وجغرافي، وهو أيضًا صاحب أرجوزة الحج، التي ختم بها المؤرخ الحسن بن أحمد الهمداني كتابه صفة جزيرة العرب، وهي أرجوزة طويلة في ستمائة وخمسة وثلاثين بيتًا، مقطَّعة إلى مائة وسبعة وعشرين مقطعًا، كلُّ مقطع خمسة أبيات، وبين كلِّ مقطع وآخر تفسير لما ورد فيه من غريب، أو اسم مكان، أو شرح لمعنى كان يفتقر إليه ذلك.

## وفاته
توفي الرداعي في نحو سنة 270 هـ الموافق 883م.